# 23 mars
Pour les articles homonymes, voir Vingt-Trois-Mars.
23 février 23 avril
Chronologies thématiques
- Croisades
- Ferroviaires
- Sports
- Disney
- Anarchisme
- Catholicisme

Abréviations / Voir aussi
- (° 1852) = né en 1852
- († 1885) = mort en 1885
- a.s. = calendrier julien
- n.s. = calendrier grégorien
- Calendrier
- Calendrier perpétuel
- Liste de calendriers
- Naissances du jour

Le 23 mars est le 82e jour, moins souvent le 83e, de l'année du calendrier grégorien ; il en reste ensuite 283.
C'était généralement le 3e jour du mois de germinal dans le calendrier républicain français, officiellement dénommé jour de l'asperge.

## Événements

### VIIIesiècle

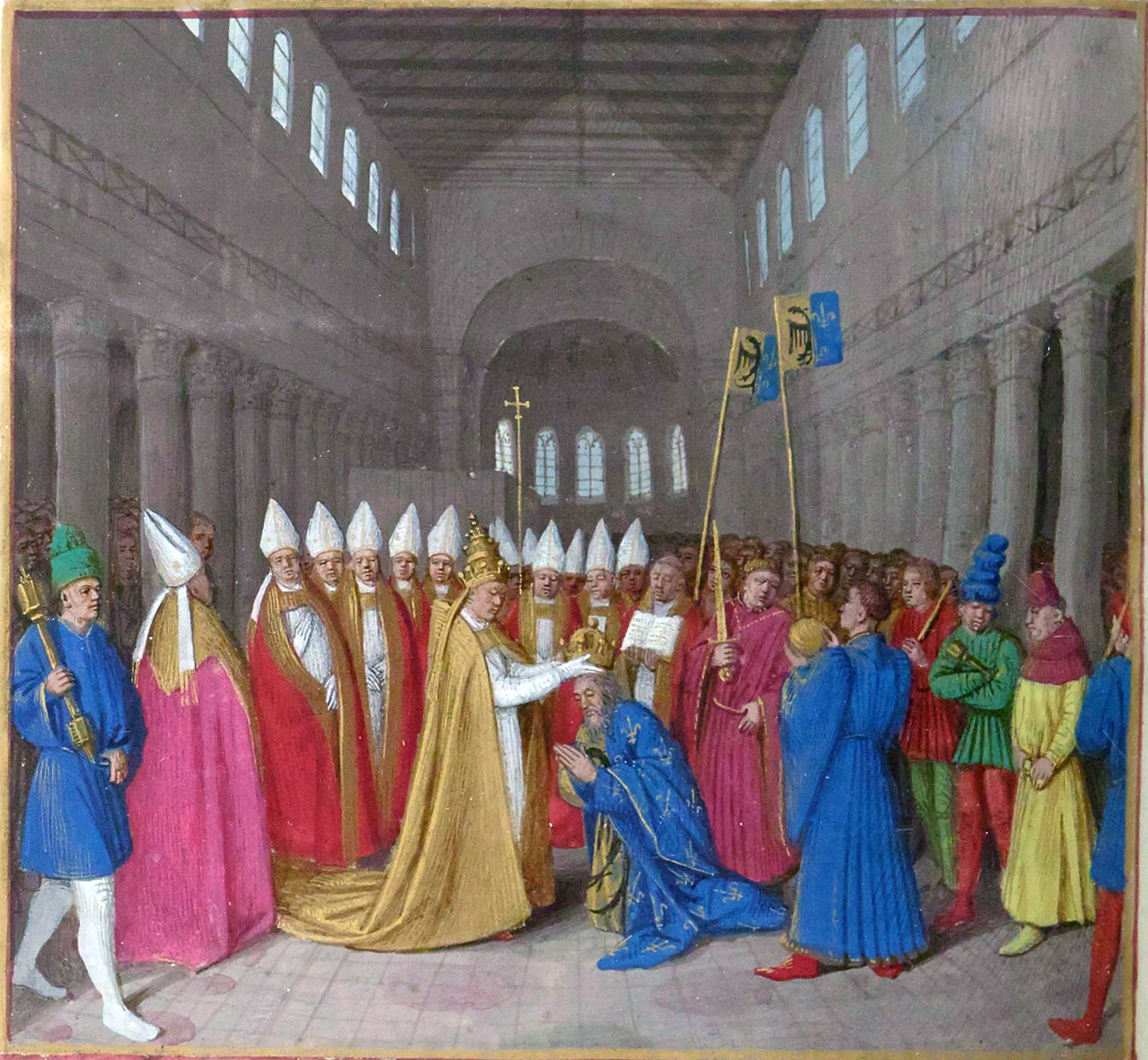
Évocation du sacre de Charlemagne

- 789 : le capitulaire Admonitio generalis de Charlemagne fixe les premières grandes lignes directrices de la réforme carolingienne qui entend réglementer tous les compartiments de la vie du royaume, décrétant notamment la création d'"écoles" dans chaque évêché et le baptême des enfants avant l'âge d'un an.

### XIIIesiècle
- 1281 : début du pontificat de Martin IV (jusqu'en 1285). Simon de Brion est élu sous la pression de Charles Ier d'Anjou : il sera l’homme du parti français.

### XIVesiècle
- 1357 : trêve de Bordeaux, la quatrième depuis le début de la guerre de Cent Ans. Après la bataille de Poitiers, où il a été fait prisonnier, Jean II le Bon signe une trêve de deux ans avec le Prince noir, avant d'être envoyé en Angleterre, où il demeurera en captivité pendant trois ans.

### XVIesiècle
- 1568 : signature de la paix de Longjumeau qui rétablit l'édit de pacification d'Amboise (du 19 mars 1563), après une victoire remportée par le duc de Guise sur les Anglais à Calais.

### XVIIesiècle
- 1613 : l'amiral néerlandais Pieter Willemsz Verhoeff (Pierre-Guillaume Veruff), de retour de Java, fait escale à La Réunion et baptise l'île encore inhabitée England's forest.
- 1657 : signature du traité de Paris de 1657, par lequel l'Angleterre et la France s'allient contre l'Espagne.
- 1682 : Louis XIV confirme par édit la Déclaration des Quatre articles, qui devient ainsi loi d’État. Le pape Innocent XII refuse alors de donner l’institution canonique aux prêtres choisis par le roi pour occuper les évêchés vacants, sous prétexte qu’ils avaient souscrit à la déclaration.

### XVIIIesiècle
- 1793 : première bataille de Pornic, lors de la guerre de Vendée.
- 1796 : bataille de La Chabotterie et arrestation du général François-Athanase de Charette de La Contrie, mettant fin à la guerre de Vendée.

### XIXesiècle
- 1858 : début de la bataille de Jhansi (révolte des Cipayes).
- 1881 : un incendie détruit le théâtre municipal de Nice, causant la mort de 59 personnes.

### XXesiècle
- 1911 : au dernier recensement, la France compte 39 605 000 habitants.
- 1918 : premiers tirs de la « Grosse Bertha » sur Paris. La vingtaine d'obus tombés sur Paris et des communes avoisinantes ce jour-là fait 15 morts et 29 blessés.
- 1919 : fondation à Milan, des Fasci Italiani di Combattimento (les Faisceaux italiens de combat), par des Arditi, des interventionnistes de gauche, des nationalistes et des futuristes, en présence de Benito Mussolini. Ces groupes paramilitaires formeront l'embryon du parti fasciste.
- 1933 : le Reichstag donne les pleins pouvoirs à Adolf Hitler.
- 1942 : la directive no 40 du grand état-major de la Wehrmacht demande la construction du mur de l'Atlantique.
- 1943 : exécution à Paris de 4 commandos de l'opération Frankton : le lieutenant John MacKinnon, le marine James Conway, le caporal Albert Frédéric Laver et le marine W.N. Mills.
- 1954 : l'Abbé Pierre transforme en association la communauté Emmaüs fondée en 1949.
- 1961 : le 14e dalaï-lama, Tenzin Gyatso, refonde l'Institut de médecine et d'astrologie tibétaine à Dharamsala en Inde[1].
- 1962 : adoption en Suisse de la Loi fédérale sur la procédure de l'Assemblée fédérale, ainsi que sur la forme, la publication et l'entrée en vigueur des actes législatifs.
- 1965 : une manifestation estudiantine dans les grandes villes du Maroc est violemment réprimée par les forces de l'ordre et de l'armée.
- 1966 : le pape Paul VI reçoit à Rome le Dr Michael Ramsey, archevêque de Cantorbéry. Depuis près de quatre siècles, les deux Églises ne se fréquentaient plus. Ce jour-là, ils créèrent une commission anglicano-catholique.
- 1969 : fin de la construction du plus long pont du monde (38,422 km) sur le lac Pontchartrain en Louisiane, États-Unis.
- 1970 : le prince Norodom Sihanouk, déposé le 18 mars par l'Assemblée nationale cambodgienne, annonce de Pékin la création d’un Front national uni du Kampuchéa, d’un gouvernement d’union nationale et d’une armée de libération nationale.
- 1971 : en accord avec la famille du général de Gaulle, un Comité national, dont la présidence est confiée à Henri Duvillard, alors ministre des Anciens Combattants et Victimes de Guerre, est constitué en vue de l'érection à Colombey-les-Deux-Églises, dans le cadre choisi pour ses méditations par le général lui-même, d'un mémorial « à la mémoire du libérateur de la Patrie et du rénovateur de la République ».

- 1973 :

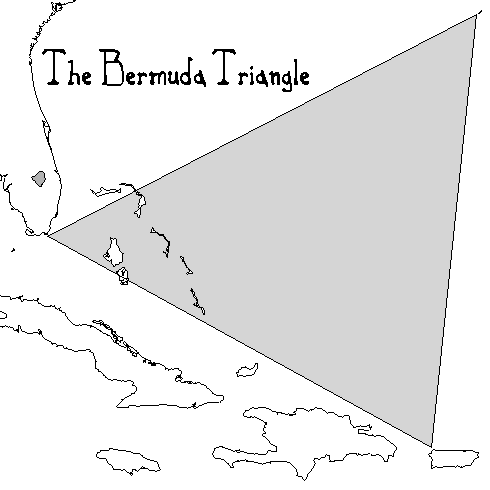
Triangle des Bermudes

  - Gordon Liddy, reconnu coupable de participation à l'installation de tables d'écoutes au siège du Parti démocrate, situé dans l'immeuble du Watergate à Washington, D.C., est condamné par le juge John Sirica ; il est le premier condamné dans le scandale du Watergate.
  - le cargo de 20 000 tonnes Anita disparaît dans le Triangle des Bermudes.
- 1980 : extinction de l'incendie de la plate-forme de forage offshore Ixtoc 1, dans le golfe du Mexique, s'étant déclaré le  3 juin 1979. Il a brûlé entre 470 000 tonnes et 1 500 000 tonnes de pétrole durant 295 jours.
- 1982 : un coup d’État militaire porte au pouvoir le général Efraín Ríos Montt au Guatemala. Celui-ci instaure un régime de terreur.
- 1983 : le président Reagan présente l'IDS, nouvelle stratégie défensive, plus connue sous le nom de guerre des étoiles.
- 1988 : au Nicaragua, accord de cessez-le-feu entre le gouvernement sandiniste et la contra.
- 1994 : 
  - Luis Donaldo Colosio, candidat à la présidence du Mexique est tué à Tijuana.
  - accident naval en mer de Barents entre deux sous-marins avec des armes nucléaires à bord, au cours d'un exercice.
- 1999 : Roland Dumas, président du conseil constitutionnel français, se met « en congé volontaire » après son implication dans l'affaire Elf.
- 2000 : le Leader L, cargo battant pavillon panaméen, signale qu'une plaque de 15 mètres se détache de la coque et coule dans l'Atlantique à 500 milles nautiques au sud-est de la Nouvelle-Écosse.

### XXIesiècle
- 2001 :
  - la station orbitale Mir, arrivée en fin de vie, est désorbitée et se désintègre dans l'atmosphère au-dessus du Pacifique Sud entre l'Australie et le Chili. MIR

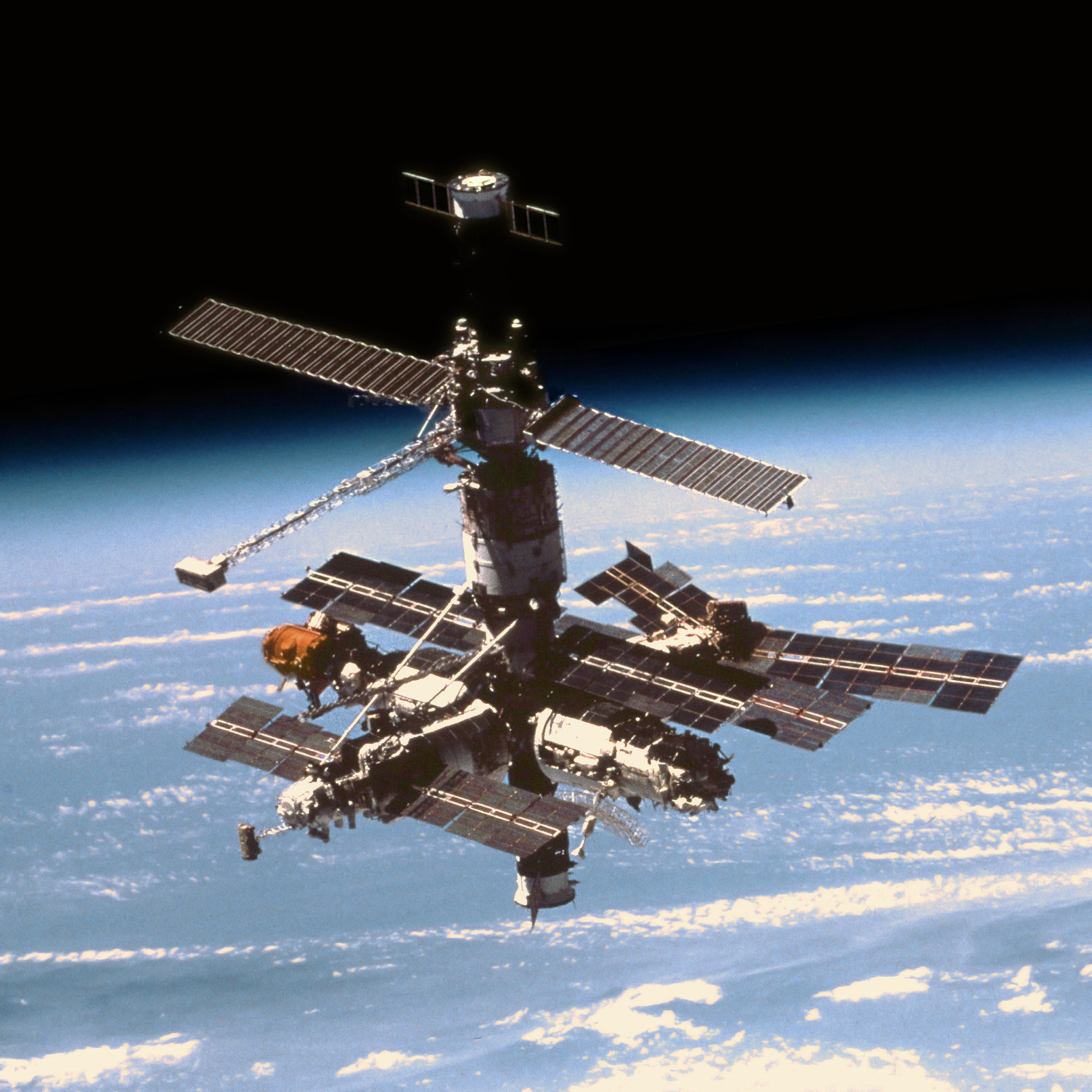
MIR

  - alors que la France pensait avoir réussi à circonscrire le foyer de l'épizootie de fièvre aphteuse, un deuxième foyer est découvert dans les environs de Mitry-Mory à 50 kilomètres à l'est de Paris (les bêtes malades venaient de la ferme où a été découvert le premier foyer) tandis que le cap des 500 foyers a été franchi en Angleterre où plus de 500 000 bêtes ont été abattues.
- 2002 :
  - ouverture, à Londres, d'une exposition de cadavres. Gunther von Hagens, anatomiste, expose ainsi ses modèles dans des postures diverses après les avoir plastinés. Clou de l'exposition : un joueur courbé sur un échiquier, son crâne ouvert dévoilant son cerveau et un cavalier à cheval tenant un fouet dans une main, son cerveau dans l'autre.
  - inauguration des plus grandes montagnes russes d'Europe à ce jour, le Silver Star dans le parc d'attractions Europa-Park.
- 2005 : une explosion dans une raffinerie BP, la troisième plus importante raffinerie des États-Unis, à Texas City près de Houston au Texas, fait 15 morts et plus de 100 blessés (un premier accident était déjà survenu 30 mars 2004).
- 2009 : le procès de l'accident du vol Tuninter 1153 constitue une première dans l'histoire de l'aviation : il conduit à une condamnation à de la prison ferme des dirigeants d'une compagnie aérienne.
- 2017 : l'opposant et ancien député russe Denis Voronenkov est tué par balles à Kiev.
- 2019 :
  - en Syrie, les Forces démocratiques syriennes, soutenues par la coalition internationale, s'emparent de la poche de Baghouz, l'État islamique ne contrôle alors plus aucun territoire dans le pays.
  - massacre d'Ogossagou, pendant la guerre du Mali.
- 2020 : 
  - en Afrique de l'Ouest, l'État islamique tue 98 soldats tchadiens dans une attaque à Bohama, sur le lac Tchad[2], ainsi qu'au moins 70 soldats nigérians dans une autre attaque à Goneri, dans la région de Konduga au Nigeria[3].
  - au Mozambique, la ville septentrionale de Mocímboa da Praia est conquise par des insurgés islamistes au cours d'une opération militaire amphibie[4].
  - en Corée du Sud, La police arrête une centaine d'hommes impliqués dans l'affaire d'exploitation sexuelle numérique des Nth Room.
- 2021 : en Israël, les élections législatives, les quatrièmes en moins de deux ans ont lieu de manière anticipée pour désigner les 120 membres de la Knesset[5].
- 2024 : en Slovaquie, Ivan Korčok et Peter Pellegrini se qualifient pour le second tour de l'élection présidentielle[6].

## Arts, culture et religion
- 1743 : première représentation à Londres du Messie composé par Georg Friedrich Haendel et qui reçoit une ovation debout - la première de l'histoire semble-t-il - à l'issue de la représentation.
- 1782 : première édition du livre de Pierre Choderlos de Laclos, Les Liaisons dangereuses, imprimé à deux mille exemplaires qui sont vendus en un mois.
- 1975 : sortie du film Que la fête commence de Bertrand Tavernier, avec Philippe Noiret, Jean Rochefort et Marina Vlady.
- 1976 : début des Jeux de 20 heures avec Jacques Capelovici, Maurice Favières et Jean-Pierre Descombes.
- 1998 : le film Titanic du réalisateur américain d'origine canadienne James Cameron est couronné meilleur film de l'année 1997 en obtenant onze Oscars, égalant le record de Ben-Hur en 1960.
- 2001 : l'encyclopédie Wikipédia en français est officiellement créée.

## Sciences et techniques
- 1857 : inauguration du premier ascenseur installé dans un grand magasin, construit par Elisha Graves Otis.

## Économie et société
- 1968 : le XV de France de rugby bat le XV du poireau du Pays de Galles à Cardiff[7].
- 1994 : un Airbus A310 de la compagnie russe Aeroflot s'écrase en Sibérie (75 morts).
- 1995 : aux États-Unis, début du procès d'O. J. Simpson pour l'assassinat de sa femme et un de ses amis le 12 juin 1994.
- 2006 : Sony annonce la fin de la production de la PlayStation, qui se retire après onze années de distribution.
- 2007 : sortie européenne de la console de jeux vidéo de Sony la PlayStation 3.
- 2018 : des attaques terroristes islamistes perpétrées à Carcassonne et dans un supermarché voisin de Trèbes dans l'Aude (France) causent cinq morts.
- 2019 : au moins 134 civils peuls sont massacrés par des miliciens dogons à Ogossagou près de Bankass dans le centre du Mali.
- 2021 : en Égypte, l'échouement du navire Ever Given bloque le trafic maritime sur le Canal de Suez pendant six jours, provoquant un encombrement de centaines de portes-containeurs[8].

## Naissances

### VIIesiècle
- 603 : K'inich Janaab' Pakal Ier, seigneur de la cité maya de Palenque († 26 août 683).

### XIIIesiècle
- 1291 : Boleslas III le Prodigue, duc de Silésie († 21 avril 1352).

### XVIesiècle
- 1501 : Pierandrea Mattioli, botaniste italien († 1577).

### XVIIesiècle
- 1664 : Henri de Vento, officier de marine et gentilhomme français († 18 mars 1738).
- 1699 : John Bartram, botaniste américain († 22 septembre 1777).

### XVIIIesiècle
- 1749 : Pierre-Simon de Laplace, mathématicien français († 5 mars 1827).
- 1769 : William Smith, géologue britannique († 28 août 1839).

### XIXesiècle
- 1811 : Wilhelm Taubert, compositeur allemand († 7 janvier 1891).
- 1826 : Léon Minkus, compositeur autrichien († 7 décembre 1917).
- 1829 : Norman Robert Pogson, astronome britannique († 23 juin 1891).
- 1839 : Julius von Hann, météorologue autrichien († 1er octobre 1921).
- 1840 : Albert Mérat, poète français († 16 janvier 1909).
- 1844 : Eugène Gigout, compositeur et organiste français († 9 décembre 1925).
- 1849 : Augustin Etcheverry, écrivain basque († 3 février 1890).
- 1857 : Léopold Duzas, artiste lyrique ténor français.
- 1861 : Francis Bourne, cardinal britannique, archevêque de Westminster († 1er janvier 1935).
- 1874 : Henri Manguin, peintre français († 25 septembre 1949).
- 1878 : Franz Schreker, compositeur et chef d'orchestre autrichien († 21 mars 1934).
- 1879 : Émile Champion, athlète français spécialiste des courses de fond († 4 août 1934).
- 1881 :
  - Roger Martin du Gard, écrivain français, prix Nobel de littérature 1937 († 22 août 1958).
  - Hermann Staudinger, chimiste allemand, prix Nobel de chimie 1953 († 8 septembre 1965).
- 1882 : Emmy Noether, mathématicienne allemande († 14 avril 1935).
- 1883 : Alberto Braglia, gymnaste italien, trois fois champion olympique († 5 février 1954).
- 1885 : Yves Le Prieur, marin et inventeur français, l'un des pionniers de la plongée sans câbles († 1er juin 1963).
- 1886 : Frank Irons, athlète américain, champion olympique en saut en longueur († 19 juin 1942).
- 1887 : Juan Gris, peintre espagnol rattaché au cubisme († 11 mai 1927).
- 1895 : Encarnación Alzona, féministe et historienne philippine  († 13 mars 2001).
- 1898 : Nalini Bala Devi, poétesse et écrivaine indienne († 24 décembre 1977).
- 1900 :
  - Hassan Fathy, architecte égyptien († 30 novembre 1989).
  - Erich Fromm, psychanalyste, philosophe et écrivain allemand puis américain († 18 mars 1980).

### XXesiècle
- 1903 : Elena Caffarena, avocate et féministe chilienne († 19 juillet 2003).
- 1905 :
  - Joan Crawford, actrice américaine († 10 mai 1977).
  - Paul Grimault, réalisateur de films d'animation français († 29 mars 1994).
- 1907 : Daniel Bovet, médecin italien d’origine suisse, prix Nobel de médecine en 1957 († 8 avril 1992).
- 1910 : Akira Kurosawa (黒澤 明), réalisateur japonais († 6 septembre 1998).
- 1912 : 
  - Wernher von Braun, ingénieur allemand puis américain († 16 juin 1977).
  - Alfred Schwarzmann, gymnaste allemand, triple champion olympique († 11 mars 2000).
- 1914 : Jean Raffarin, homme politique français († 17 janvier 1996).
- 1915 : Thomas Pashby (en), ophtalmologue canadien et défenseur de la sécurité au hockey († 24 août 2005).
- 1918 : Pierre Sainderichin, journaliste français († 14 avril 2012).
- 1920 :
  - Marcel-Jacques Dubois, religieux dominicain français, philosophe et théologien, universitaire à Jérusalem († 14 juin 2007).
  - Neal Edward Smith, homme politique américain († 2 novembre 2021).
- 1921 : Donald Campbell, pilote automobile britannique († 4 janvier 1967).
- 1922 :
  - Margaret Cooper, infirmière et directrice de l'école de soins infirmiers de la reine Elizabeth († 15 septembre 2013).
  - Louis Kuehn, évêque catholique français, évêque émérite de Meaux († 25 juin 2008).
  - Ugo Tognazzi, acteur de cinéma et réalisateur italien († 27 octobre 1990).
- 1925 : David Watkin, chef opérateur britannique de cinéma († 19 février 2008).
- 1927 : Abdelmajid Chaker, homme politique tunisien († 25 octobre 2021).
- 1928 : Serge Rezvani, peintre, écrivain et auteur-compositeur-interprète français d'origine iranienne.
- 1929 : 
  - Roger Bannister, athlète britannique de courses de demi-fond († 3 mars 2018).
  - Mark Rydell, acteur, réalisateur et producteur américain de cinéma.
- 1931 : Viktor Kortchnoï, joueur d'échecs soviétique puis suisse († 6 juin 2016).
- 1932 : Don Marshall, joueur de hockey sur glace canadien.
- 1934 :
  - William Dellinger, athlète américain, pratiquant le demi-fond.
  - Fernand Gignac, chanteur et acteur québécois († 18 août 2006).
- 1938 :
  - Pierre Gobeil, acteur québécois († 21 mai 2006).
  - Irwin Levine (en), compositeur américain († 21 janvier 1997).
- 1940 : Daniel Biga, poète français.
- 1941 : Manuel Esteban i Marquilles, réalisateur catalan († 3 juin 2015).
- 1942 : Michael Haneke, réalisateur autrichien.
- 1943 : Christiane Singer, écrivaine française († 4 avril 2007).
- 1944 : 
  - Patrick Floersheim, acteur et doubleur vocal français († 4 mars 2016).
  - Ric Ocasek, chanteur et guitariste américain du groupe The Cars († 15 septembre 2019).
- 1945 : Gérard Desarthe, comédien français.
- 1948 :
  - Chantal Lauby, speakerine, puis humoriste du quatuor-trio des "Nuls", comédienne et réalisatrice française de cinéma.
  - Marie Malavoy, enseignante et femme politique québécoise.
- 1951 : 
  - Michel Aupetit, médecin, évêque et archevêque catholique français à Nanterre puis Paris.
  - Bernd Landvoigt, rameur d'aviron est-allemand, double champion olympique.
  - Jörg Landvoigt, frère jumeau du précédent, double champion olympique avec lui.
  - Plantu (Jean Plantureux dit), dessinateur de presse et satirique français.
- 1952 : 
  - Eda Rivas, femme politique péruvienne, ministre, ambassadrice.
  - Kim Stanley Robinson, écrivain américain de science-fiction.
- 1953 : Chaka Khan (Yvette Marie Stevens dite), chanteuse américaine.
- 1954 : Catherine Alric, comédienne française.
- 1956 : Nicole Chappe, écrivain français.
- 1958 : Steve Fraser, lutteur américain, champion olympique.
- 1959 : Philippe Volter, acteur belge († 13 avril 2005).
- 1961 : Billy Warlock, acteur américain.
- 1962 : 
  - Marc Cherry, acteur, scénariste et producteur américain.
  - Shinkai Karokhail, femme politique afghane.
  - Steve Redgrave, rameur d'aviron britannique, quintuple champion olympique.
- 1963 :
  - Emmanuel Karsen, acteur français.
  - Míchel (José Miguel González Martín del Campo dit), joueur puis entraîneur espagnol de football.
- 1964 : 
  - Hope Davis, actrice américaine.
  - John Pinette (en), humoriste stand-upper et acteur américain († 5 avril 2014).
- 1965 : Bruno Rastier, chef de chœur français.
- 1967 : Chantal Magalie Mbazoo Kassa, poétesse et romancière gabonaise.
- 1968 :
  - Damon Albarn, chanteur compositeur anglais.
  - Pierre Palmade, humoriste français.
  - Zhang Shan, tireuse sportive chinoise, championne olympique.
- 1969 : Anick Lemay, actrice québécoise.
- 1972 :
  - Joe Calzaghe, boxeur gallois.
  - Judith Godrèche, comédienne française.
- 1973 : Delphine Batho, femme politique française.
- 1976 :
  - Chris Hoy, pistard britannique.
  - Michelle Monaghan, actrice américaine.
  - Keri Russell, actrice américaine.
  - Elisa Tovati, actrice et chanteuse française.
  - Ricardo Zonta, pilote de course automobile brésilien.
- 1978 : Liu Ye (劉燁), acteur chinois.
- 1979 : 
  - Mark Buehrle, joueur de baseball américain.
  - Misty Hyman, nageuse américaine, championne olympique.
- 1982 : Anna Rybaczewski, volleyeuse franco-polonaise.
- 1983 :
  - Mohamed Farah, athlète de demi-fond britannique.
  - François Gabart, navigateur et skipper professionnel français.
- 1985 :
  - Celeste D'Arrando, femme politique italienne.
  - Manuel Fortuna, basketteur dominicain.
  - Bethanie Mattek-Sands, joueuse de tennis américaine.
- 1986 : Frédéric Sammaritano, footballeur français.
- 1987 : Stacey Doubell, joueuse sud-africaine de badminton.
- 1989 : Eric Maxim Choupo-Moting, footballeur germano-camerounais.
- 1990 :
  - Jaime Alguersuari, pilote de course automobile espagnol.
  - Gordon Hayward, basketteur américain.
- 1991 :
  - Facundo Campazzo, basketteur argentin.
  - Rubén Rochina, footballeur espagnol.
- 1992 : Kyrie Irving, basketteur australo-américain.
- 1993 : Kevin Koubemba, footballeur franco-congolais.
- 1994 : 
  - Lindsay Gavin, taekwondoïste calédonienne.
  - Tee Grizzley, rappeur américain.
- 1996 : Alexander Albon, pilote automobile thaïlandais
- 1997 : Stephanie Grauer, rameuse canadienne.
- 1999 : Quando Rondo (en) (Tyquian Terrel Bowman dit), rappeur et chanteur américain.

## Décès

### XIIesiècle
- 1103 en croisade : Eudes Ier de Bourgogne, duc de Bourgogne (° décembre 1058 / vers 1060).

### XIIIesiècle
- 1237 : Jean de Brienne, roi de Jérusalem (°C. 1148).

### XIVesiècle
- 1369 : Pierre Ier de Castille, roi de Castille (° 30 août 1334).

### XVIesiècle
- 1548 : Nobutaka Itagaki, général japonais, un des 24 généraux de Shingen Takeda (° 1489).
- 1555 : Jules III (Giovan Maria de' Ciocchi del Monte), pape (° 10 septembre 1487).
- 1559 : Gelawdéwos d'Éthiopie, négus d'Éthiopie (° 1522).

### XVIIesiècle
- 1606 : Juste Lipse, humaniste belge (° 18 octobre 1547).
- 1653 : Alphonse-Louis du Plessis de Richelieu, cardinal français, archevêque de Lyon (° 1582).
- 1655 : Pedro Miguel de Heredia, médecin espagnol (° 1579).
- 1679 : François Combefis, patrologue français (° 1605).
- 1680 : Nicolas Fouquet, homme d'État français, surintendant des finances de Louis XIV (° 27 janvier 1615).
- 1689 : Catherine de Francheville, religieuse bretonne, fondatrice de l'Ordre des « Sœurs de La Retraite » à Vannes (° 1620).

### XVIIIesiècle
- 1742 : Jean-Baptiste Dubos, écrivain français (° 1670).
- 1747 : Claude Alexandre de Bonneval dit « Humbaraci Ahmed Pasha », militaire français (° 14 juillet 1675).

### XIXesiècle
- 1801 : Paul Ier de Russie, tsar de Russie (° 1er octobre 1754).
- 1842 : Stendhal (Henri Beyle dit), écrivain français (° 23 janvier 1783).
- 1861 : Émile Rainbeaux, dirigeant d'industrie français (° 21 juillet 1804).
- 1886 :
  - René de Cornulier, amiral et homme politique français (° 15 avril 1811).
  - Pèdre Moisant, archéologue et collectionneur français (° 5 septembre 1805).
  - Léon Vimal-Dessaignes, homme politique français (° 16 avril 1812).
- 1892 : Léon Provancher, prêtre catholique et naturaliste québécois (° 10 mars 1820).

### XXesiècle
- 1907 : Albert Lefaivre, homme politique, diplomate et écrivain français (° 20 février 1830).
- 1927 : Paul Helleu, peintre français (° 17 décembre 1859).
- 1942 : Franz Walter Stahlecker, SS commandant l'Einsatzgruppen A (° 10 octobre 1900).
- 1945 : Henri Leclercq, théologien et historien de l'Église catholique franco-belge (° 4 décembre 1869).
- 1946 : Gilbert Newton Lewis, physicien et chimiste américain (° 23 octobre 1875).
- 1947 : Ferdinand Zecca, réalisateur, producteur, scénariste et acteur français (° 19 février 1864).
- 1953 : Raoul Dufy, peintre français (° 3 juin 1877).
- 1955 :
  - Artur da Silva Bernardes, président du Brésil (° 8 août 1875).
  - Lucien Lacaze, amiral, haut fonctionnaire et académicien français (° 22 juin 1860).
- 1961 : Valentin Bondarenko, cosmonaute russe (° 16 février 1937).
- 1964 : Peter Lorre (Laszlo Loewenstein dit), acteur et réalisateur américain d'origine hongroise (° 26 juin 1904).
- 1970 : Del Lord, réalisateur, scénariste et producteur américain d'origine canadienne (° 7 octobre 1894).
- 1971 : Basil Dearden, réalisateur britannique (° 1er janvier 1911).
- 1972 : Cristóbal Balenciaga, styliste espagnol (° 21 janvier 1895).
- 1974 : Clotilde Joano, actrice franco-suisse (° 3 janvier 1932).
- 1977 : 
  - Émile Biayenda, cardinal congolais, archevêque de Brazzaville (° 1927).
  - Ed Dobrotka (Edward William Dobrotka dit), dessinateur américain de comics (° 15 août 1917).
- 1980 : Arthur Okun, économiste américain (° 28 novembre 1924).
- 1981 : Beatrice Tinsley, astronome et cosmologiste néo-zélandaise (° 27 janvier 1941).
- 1983 : Armand Lanoux, écrivain français juré de l'Académie Goncourt (° 24 octobre 1913).
- 1984 : Jean Prouvé, architecte et designer français (° 8 avril 1901).
- 1991 : Susumu Fujita (藤田 進), acteur japonais (° 8 janvier 1912).
- 1992 :
  - Friedrich Hayek, économiste britannico-autrichien de l'École autrichienne, prix Nobel d'économie en 1974 (° 8 mai 1899).
  - Ron Lapointe, joueur et entraîneur canadien de hockey sur glace (° 12 novembre 1949).
- 1994 : Giulietta Masina, actrice italienne (° 22 février 1920).
- 1996 : 
  - Roderic H. Davison, historien américain (° 27 avril 1917).
  - J. D. « Jay » Miller, producteur de musique américain (° 5 mai 1922).
  - Marcel Rudloff, homme politique français (° 15 mars 1923).
  - Jacques Toja, acteur français (° 1er septembre 1929).
- 1997 : 
  - Pearson Mwanza, footballeur zambien (° 1er janvier 1968).
  - Eddie Ryder, acteur et réalisateur américain (° 31 janvier 1923).
- 1998 : 
  - Louis Arbessier, acteur français (° 9 avril 1907).
  - Constant Burg, médecin et biologiste français (° 28 juin 1924).
  - Paul Marie Gaudemet, juriste français (° 15 mai 1914).
  - Gerald Stano, tueur en série américain (° 12 septembre 1951).
- 1999 : 
  - Osmond Borradaile, caméraman et directeur de la photographie canadien (° 17 juillet 1898).
  - Koentjaraningrat, anthropologue indonésien (° 15 juin 1923).
- 2000 : 
  - Antony Padiyara, cardinal indien, archevêque syro-malabar (° 11 février 1921).
  - Udham Singh, hockeyeur sur gazon indien (° 4 août 1928).
  - Juan Zurita, boxeur mexicain (° 12 mai 1917).

### XXIesiècle
- 2001 : 
  - Louis Dudek, écrivain et poète canadien (° 6 février 1918).
  - Margaret Ursula Jones, archéologue britannique (° 16 mai 1916).
  - David McTaggart, fondateur de la section internationale de Greenpeace (° 24 juin 1932).
- 2002 : 
  - Eileen Farrell, cantatrice américaine (° 13 février 1920).
  - Marcel Kint, cycliste sur route belge (° 20 septembre 1914).
  - Neal E. Miller, psychologue et professeur d'université américain (° 3 août 1909).
  - Richard Sylbert, directeur artistique américain (° 16 avril 1928).
- 2003 : 
  - Hideyo Amamoto, acteur japonais (° 2 janvier 1926).
- 2004 : 
  - Jan van Genderen, théologien, professeur et pasteur néerlandais (° 13 avril 1923).
  - Rupert Hamer, homme politique australien (° 29 juillet 1916).
  - Otto Kumm, militaire allemand (° 1er novembre 1909).
- 2005 : David Kossoff, acteur britannique (° 24 novembre 1919).
- 2006 :
  - David B. Bleak, soldat américain (° 27 février 1932).
  - Sarah Caldwell, cheffe d'orchestre et imprésario américaine (° 6 mars 1924).
  - Desmond Doss, objecteur de conscience américain (° 7 février 1919).
  - Eloy de la Iglesia, metteur en scène espagnol (° 1er janvier 1944).
  - Noël Josèphe, ancien président du Conseil Régional Nord Pas de Calais (° 25 mai 1920).
  - Pío Leiva, chanteur cubain (° 5 mai 1917).
  - Cindy Walker, compositrice et chanteuse américaine de musique country (° 20 juillet 1918).
- 2007 :
  - Ed Bailey, joueur de baseball américain (° 15 avril 1931).
  - Paul Cohen, mathématicien américain (° 2 avril 1934).
  - Damian McDonald, cycliste sur piste et sur route australien (° 12 mai 1972).
  - Michel Toussaint, avocat et homme politique belge (° 26 novembre 1922).
- 2008 : 
  - Roger Armengaud, journaliste, historien et archéologue français (° 12 août 1925).
  - Hugo Correa, journaliste et écrivain chilien (° 24 mai 1926).
  - Georges-Théodule Guilbaud, mathématicien français (° 26 décembre 1912).
  - Philippe Joudiou, photographe et illustrateur français (° 18 novembre 1922).
  - Alina Margolis-Edelman, médecin et pédiatre polonaise (° 18 avril 1922).
- 2009 : 
  - Raúl Macías, boxeur mexicain (° 28 juillet 1934).
  - Carlos Semprún Maura, écrivain espagnol (° 23 novembre 1926).
  - Lloyd Ruby, pilote automobile américain (° 12 janvier 1928).
- 2010 : Mehdi Bennouna, nationaliste et journaliste marocain, fondateur de la MAP (° 22 février 1928).
- 2011 : Elizabeth Taylor, actrice anglo-américaine (° 27 février 1932).
- 2014 : Adolfo Suárez, homme politique espagnol (° 25 septembre 1932).
- 2015 : 
  - Monique Antoine, avocate et militante féministe française (° 21 juillet 1933).
  - Lee Kuan Yew, ancien premier ministre de Singapour de 1959 à 1990 (° 16 septembre 1923).
- 2017 :
  - Serge Doubrovsky, écrivain, critique littéraire et professeur de littérature français (° 22 mai 1928).
  - William Henry Keeler, cardinal américain (° 4 mars 1931).
  - Denis Voronenkov, homme politique russo-ukrainien (° 10 avril 1971).
- 2019 : Larry Cohen, cinéaste américain (° 15 juillet 1936).
- 2020 : Lucia Bosè, reine de beauté & actrice italo-espagnole (° 28 janvier 1931).
- 2021 : 
  - Anne Kerylen, actrice française de doublage (° 6 décembre 1943).
  - George Segal, acteur et producteur américain (° 13 février 1934).
- 2023 : 
  - Souhila Bel Bahar, artiste peintre algérienne (° 17 février 1934).
  - K. C. Constantine, écrivain américain (° 24 juillet 1934).
  - Darcelle XV, drag queen américaine (° 16 novembre 1930).
  - Laurent Fiocconi, trafiquant de drogue français (° 31 mars 1941).
  - Marion Game, actrice française (° 31 juillet 1938).
  - Émile Gilliard, écrivain belge (° 12 avril 1928).
  - Tomoko Naraoka, actrice et seiyū japonaise (° 1er décembre 1929).
  - Alexandre Papilian, écrivain et journaliste français (° 27 mars 1947).
- 2024 : 
  - Daniel Beretta, acteur français, chanteur et voix d'Arnold Schwarzenegger, de 1987 à 2020 (° 24 décembre 1946).
  - Igor Ozim, violoniste et professeur de musique classique, yougoslave puis slovène (° 9 mai 1931).
  - Maurizio Pollini, pianiste italien (° 5 janvier 1942).
  - Abdulah Sidran, écrivain, poète et scénariste yougoslave puis bosnien (° 2 octobre 1944).
  - Silvia Tortosa, actrice, chanteuse et présentatrice espagnole (° 8 mars 1947).

## Célébrations
- Journée mondiale de la météorologie commémorant l’entrée en vigueur en 1950 de la Convention qui a institué l’Organisation météorologique mondiale (OMM)[9].
- Bolivie : día del mar / jour de la mer commémorant la perte du département d'Antofagasta en faveur du Chili pendant la guerre du Pacifique du XIXe siècle entre les deux jeunes États voisins.
- Hongrie, Pologne : journée de l'amitié magyaro-polonaise célébrée depuis 2008[10].
- Mythologie lettonne (Lettonie) : lieldienas (en) marquant le passage de l'hiver au printemps pendant trois ou quatre jours (voir 19 aux 22 mars sqq entre printemps, Quinquatries romaines ci-dessous, Navruz persan lato sensu, Pâques judéo-chrétiennes, etc.).
- Pakistan : fête nationale commémorant la proclamation de la République islamique en 1956[11].
- Calendrier pataphysique : début du mois de clinamen.

### Religieuses
- Fêtes religieuses romaines : cinquième et dernier jour des Quinquatries progressivement prolongées au-delà du seul 19 martius initial, en l'honneur de Minerve (l'Athéna des anciens Grecs) ; également appelé Tubilustrium car consacré au nettoyage des trompettes sacrées tubæ.
- Bahaïsme : troisième jour du mois de la splendeur / bahá' بهاء dans le calendrier badí‘.
- Christianisme : date mobile possible du lundi de Pâques et deuxième jour de la "semaine pascale" (et non plus la semaine sainte), comme chaque lendemain annuel du dimanche de Pâques soit entre le 23 mars et le 26 avril suivant les années liturgiques du catholicisme romain (le 18 avril en 2022).

### Saints des Églises chrétiennes

#### Saints catholiques et orthodoxes du jour
Saints catholiques et orthodoxes du jour :
- Benoît de Campanie († 550), ermite en Campanie.
- Æthelwold (en) († 699 ou 700), ermite dans les îles Farne.
- Eusèbe († 600), 4e évêque de Saint-Paul-Trois-Châteaux dans le Tricastin (dans le couloir rhodanien aujourd'hui en France).
- Félix du Mont-Cassin († v. 1000), moine.
- Fingar († 455), Piale et leurs compagnons, martyrs en Cornouailles.
- Libérat († 484), médecin et sa famille, martyrs en Afrique.
- Maidoc de Fiddown († Ve siècle), abbé de Fiddown dans le comté de Kilkenny.
- Nicon († 251) et ses compagnons martyrs à Taormine.
- Victorien de Carthage († 484), proconsul martyr avec ses compagnons sous Hunéric.

#### Saints et bienheureux catholiques du jour
Saints et bienheureux catholiques du jour :
- Annonciade Cocchetti († 1882), bienheureuse religieuse italienne fondatrice des sœurs de sainte Dorothée de Cemmo.
- Edmund Sykes († 1587), bienheureux prêtre anglais martyr à Tyburn.
- Gautier de Pontoise († v. 1099), abbé.
- Joseph Oriol († 1702), prêtre à Barcelone.
- Marbett de Bregenz († 1120), prêtre et martyr.
- Méthode-Dominique Trčka († 1959), bienheureux prêtre rédemptoriste martyr du régime communiste.
- Othon Frangipane (it) († 1120), pèlerin puis ermite bénédictin.
- Philotée de Nuremberg († 1430), laïque allemande.
- Pierre de Gubbio (it) († 1287), bienheureux religieux augustin à Gubbio.
- Pierre Higgins († 1642), bienheureux religieux dominicain, martyr à Naas.
- Rebecca Choboq Ar-Rayès († 1914), moniale de l'ordre libanais maronite.
- Turibe de Lima († 1606), archevêque de Lima.

#### Saints orthodoxes du jour (aux dates parfois"juliennes"/ orientales)
Saints orthodoxes du jour :
- Basile (ru) († 1600), Basile de Mangazée / de Mangazeïa (Василий Мангазейский /Vasiliy Mangazeyskiy) (voir aussi 1er et surtout 2 janvier catholiques).
- Luc († 1802), Luc de Mytilène, néo-martyr grec (voir 18 octobre).
- Nicon (ru) († 1088), Nicon des Grottes de Kiev, higoumène (abbé).
- Pachome de Nerekhta († 1384), moine.

### Prénoms du jour
Bonne fête aux Victorien et ses variantes : Victoriano, Victorin, Victorino, Vittoriano, Vittorino, Wiktorian ; dont les féminines : Victoriana, Victorienne, Victorina, Victorine, Vittoriana, Vittorina.
Et aussi aux :
- Annonciade, Anunciada, Anunciata, deux jours avant la fête de l'Annonciation faite à Marie par l'archange Gabriel, commémorée chaque 25 mars) ;
- Didier et ses variantes : Didière, Disdier, Desiderio, Didia, Didiane, Desideria, Désiré(e) (plutôt les 23 mai ? Mais cf. aussi 8 mai pour les Désiré(e) etc.).[réf. souhaitée]
- Justog, prénom breton d'un ancien évêque de Vannes / Gwened (deizioù disanvet).
- Rebecca ou Rébecca et leurs diminutif Becky et variante arabophone Raf(i)qa voire son masculin Rafiq.
- Turibe et ses variantes : Toribio/-a, Turibio/-a.

## Traditions et superstitions

### Dictons
- « S’il gèle à la saint-Victorien, en pêches, en abricots, il n’y a rien. »[14]
- « S'il pleut à la saint-Victorien, on ne ramassera que du foin. »[15]
- « S'il pleut à la saint-Victorien, tu peux compter sur bien du foin. »[16]
- « S'il pleut le jour de saint-Victorien, tu peux sûrement compter sur du bon foin. »[17].

### Astrologie
- Signe du zodiaque : 3e jour du signe astrologique du Bélier.